# Castelnau-d'Estrétefonds
Castelnau-d'Estrétefonds è un comune francese di 5 457 abitanti situato nel dipartimento dell'Alta Garonna nella regione dell'Occitania.

## Società

### Evoluzione demografica

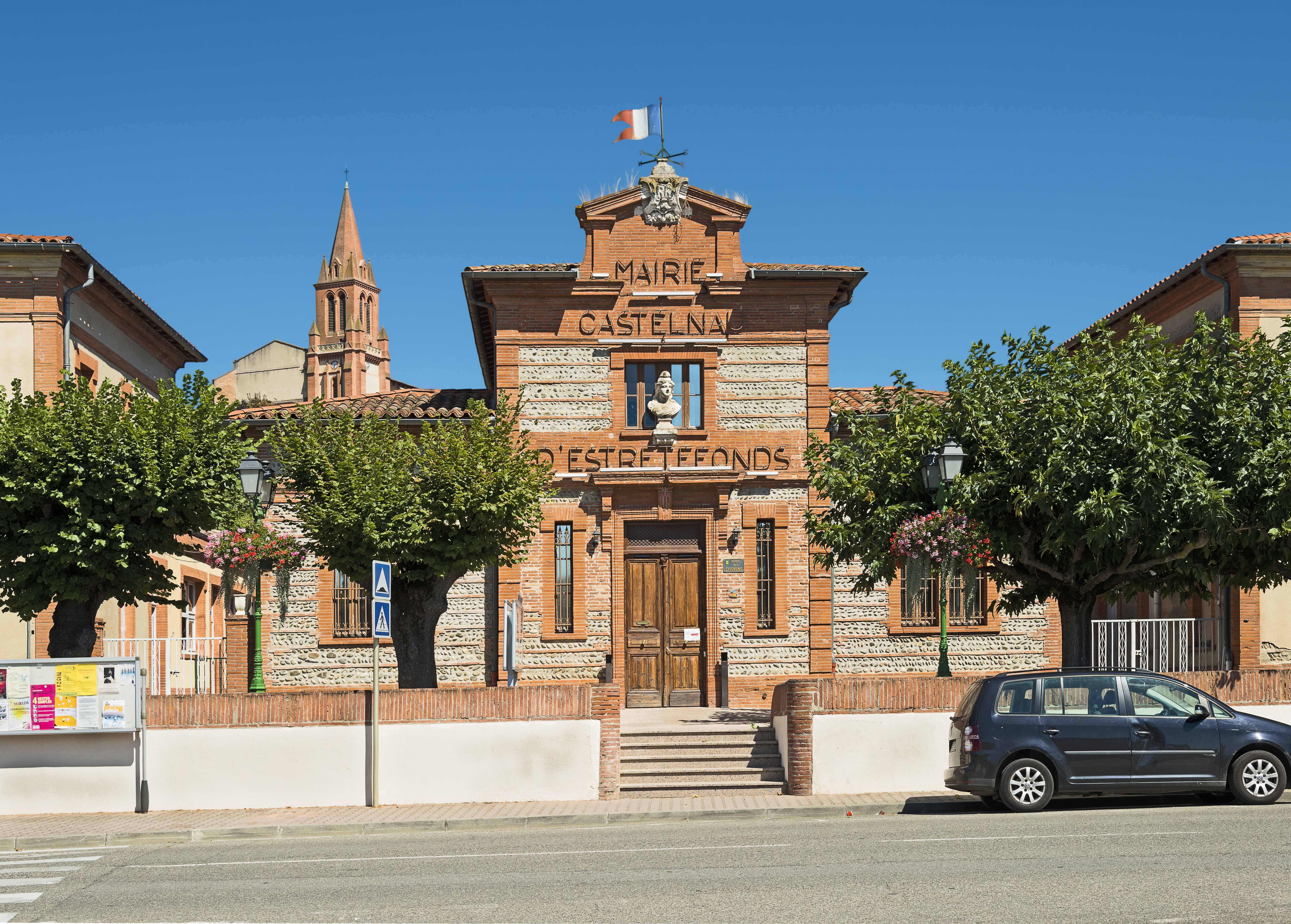
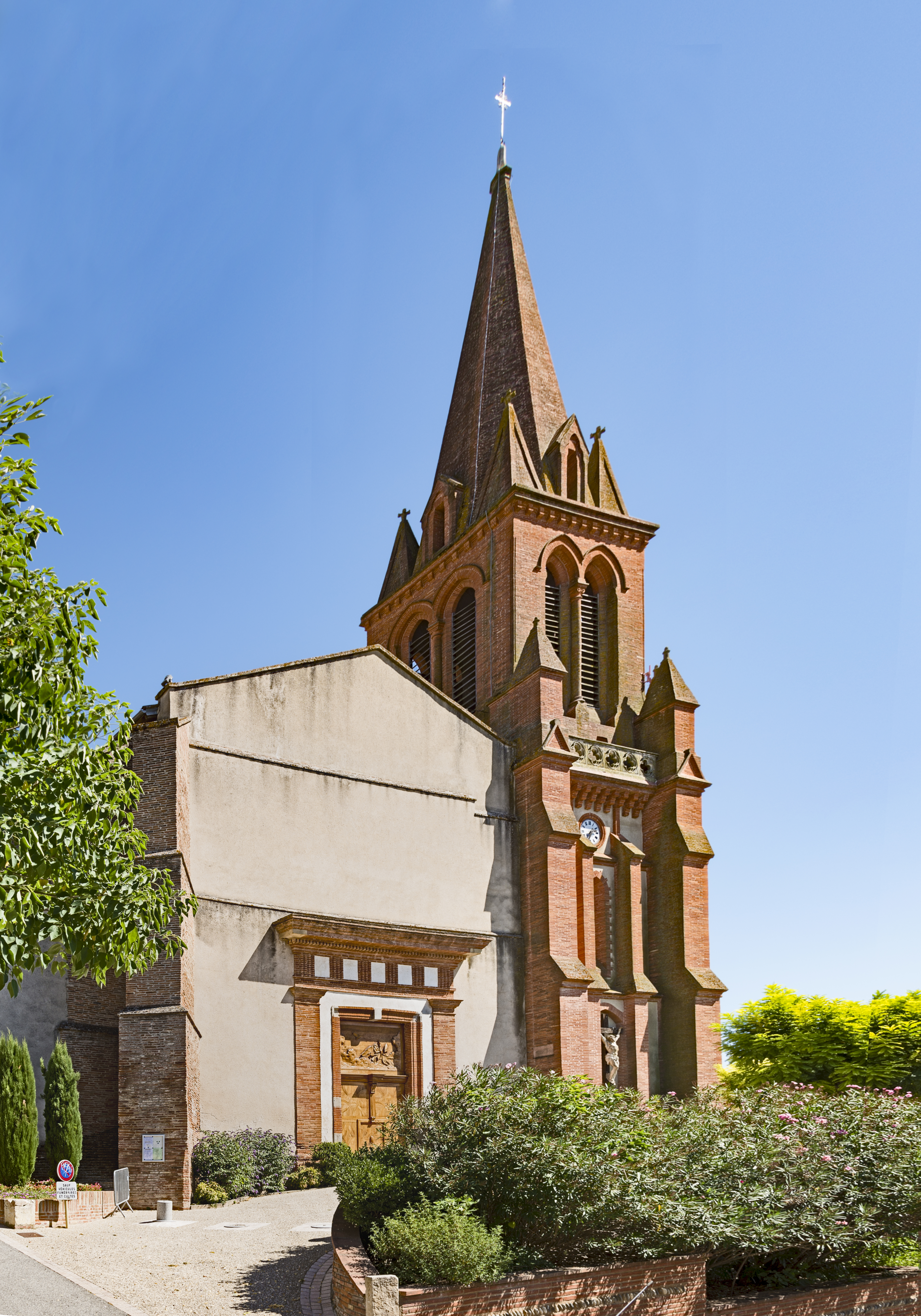
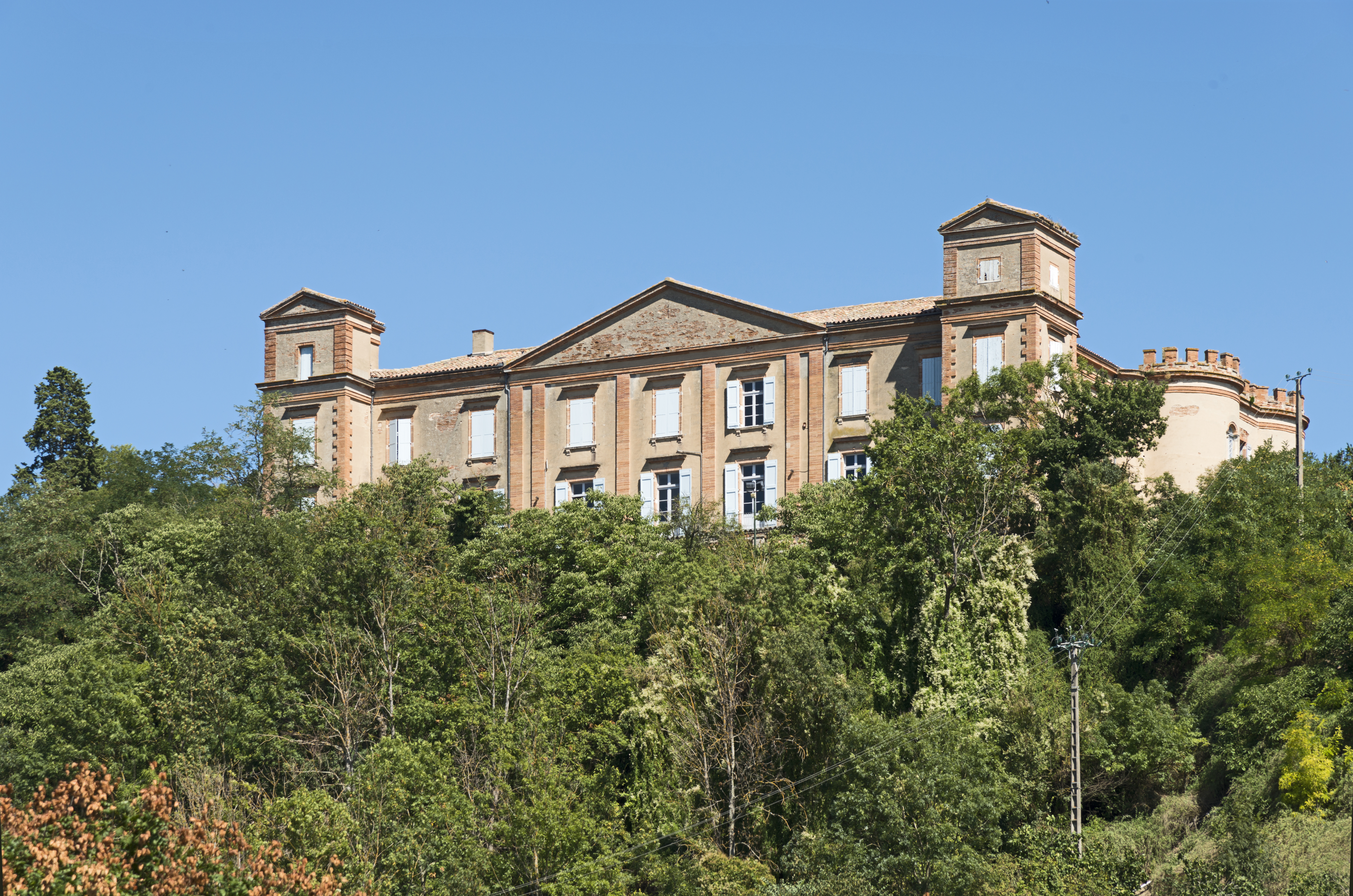

Abitanti censiti